# Ribeira Brava (freguesia)

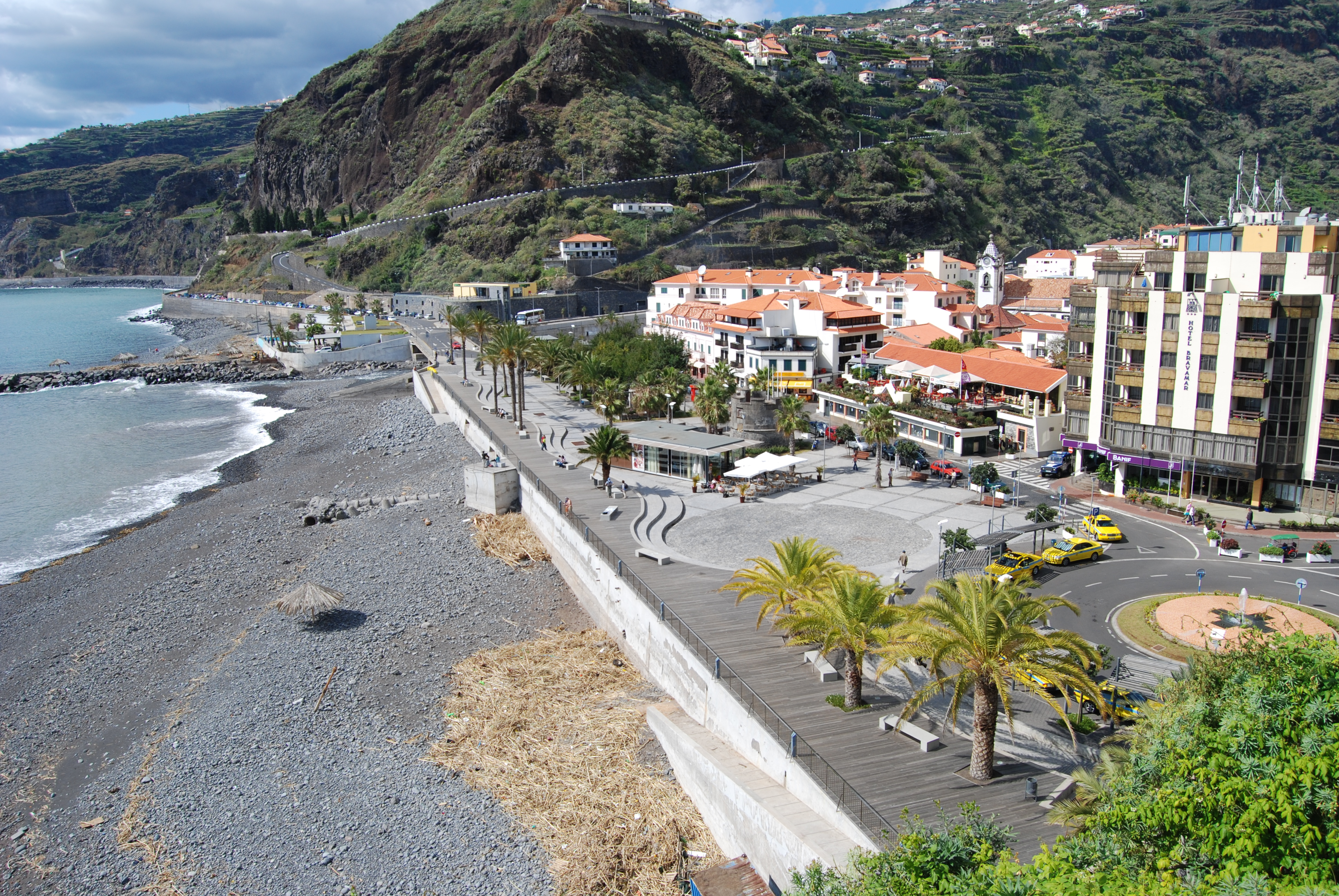
La côte de Ribeira Brava.

Ribeira Brava est une freguesia portugaise située dans la ville homonyme, dans la région autonome de Madère.
Avec une superficie de 17,50 km2 et une population de 5 941 habitants (2001), la paroisse possède une densité de 339,5 hab/km2.

## Liste des hameaux de la freguesia de Ribeira Brava
- Alhos
- Boã Morte
- Cais
- Eira do Mourão
- Faja da Urtiga
- Faja da Ribeira
- Furnas
- Lombo Furado
- Lombo Gesteiro
- Meia Legua
- Poma de Rocha
- Ribeira Brava (ville)
- Ribeira Funda